# José Ferreira de Pina Calado
José Ferreira de Pina Calado (n. Covilhã, Teixoso, 11 de Abril de 1852
 - f. Lisboa, 16 de Julho de 1922), 1.º Barão do Teixoso, foi um magistrado, juiz e político português.

## Família
Filho de António José Ferreira Calado e de sua mulher e prima Ana de Pina Carvalho.
Casado com D. Adelaide Xavier Vieira de Magalhães do Teixoso

## Biografia
Duma família muito rica, teve muita influência na vila.
Irmão de Joaquim Ferreira de Pina Calado, Juiz Conselheiro, nascido no Teixoso em 29 de Setembro de 1853 
1. ↑  http://www.gov-civil-braganca.pt/wp-content/uploads/2010/08/historico-governadores.pdf
2. ↑  «Cópia arquivada». Consultado em 25 de julho de 2012. Arquivado do original em 23 de fevereiro de 2005
3. ↑  «PT-ADLSB-PRQ-PCVL23-001-B16_m0001.tif - Livro de registo de baptismos - Arquivo Nacional da Torre do Tombo - DigitArq». digitarq.arquivos.pt. Consultado em 16 de novembro de 2018

.
Foi um homem que estudou em Coimbra, concluindo o curso de Bacharel e Doutor em Direito pela Faculdade de Direito da Universidade de Coimbra em 1874, tornando-se Magistrado Judicial em 1875 como Delegado do Procurador Régio e, depois, Substituto do Juiz de Direito, na Covilhã, onde residiu.
Foi Governador Civil do Distrito de Bragança por Decreto de 13 de Novembro de 1890, cargo de que tomou posse a 28 desse mês, na presença do Governador Civil Substituto António Claudino Fernandes Pereira, mantendo-se no cargo até 16 de Julho de 1891. Durante o seu mandato, a 29 de Maio de 1891, numerosos habitantes do Concelho de Macedo de Cavaleiros invadiram a Vila e as Repartições Públicas, queimando os papéis que puderam.
O título de 1.º Barão do Teixoso foi-lhe concedido por Decreto de 12 de Novembro de 1891 de D. Carlos I de Portugal.
Em 1899 teve Despacho de Juiz do 1.º Distrito Criminal de Lisboa, sendo posteriormente promovido à 2.ª Instância e colocado no Tribunal da Relação dos Açores em 1910 e no Tribunal da Relação de Lisboa em 1913. Foi o 44.º Governador Civil do Distrito de Santarém de 1904 a 1906 e, também do Distrito de Viseu, do Distrito de Portalegre e do Distrito do Porto.
Havia ainda no Teixoso outra família importante - os Bernardos. Estas duas famílias eram rivais. Não tinham os mesmos ideais políticos, nem a mesma banda. Antes e depois da Implantação da República estas disputavam as eleições de uma maneira brusca e agitada. Existiam dois partidos, isto é, o dos Bernardos e o do Barão do Teixoso. Na altura das eleições havia sempre mortos até que um dia, em 1910, foi morto um dos Bernardos, o que gerou na terra mais rivalidades. Mas, apesar destas, a filha do Barão veio a casar com o filho dos Bernardos e foi a partir daqui que as rivalidades acabaram.
Foi Presidente da Câmara Municipal da Covilhã em 1914. As Escolas de Ensino Primário Geral que funcionam no edifício escolar por ele mandado construir na Freguesia do Teixoso receberam o seu nome a Sexta-Feira, 4 de Agosto de 1922. Mandou restaurar a Capela do Santo Cristo na mesma Freguesia.

## Casamento e descendência
Casou com D. Adelaide Xavier Vieira de Magalhães, natural do Teixoso,  tiveram duas filhas e um filho: 
- Maria José de Pina Calado, casada com o Dr. Américo Bernardo da Fonseca e Cunha, Bacharel formado em Direito pela Faculdade de Direito da Universidade de Coimbra e figura destacada no Teixoso, irmão do Dr. António Bernardo da Fonseca e Cunha, Presidente da Câmara Municipal da Covilhã de 1919/20 a 1922/3,[3][9][4][5] com geração
- Maria Lusitana de Pina Calado, casada com Hermínio Dá Mesquita Guerra, com geração
- António de Pina Calado, Representante do título de Barão do Teixoso, casado, sem geração; pessoa de extrema bondade e amabilidade, fiel às suas convicções fraternas, praticava a beneficência e a fraternidade maçónica; deixou os seus bens, nomeadamente a sua casa de residência no Teixoso, por testamento, à Fundação Anita de Pina Calado já criada por disposição testamentária do seu pai, embora ainda sem grande actividade